# Stari Ren (Utrecht in Južna Holandija)
Stari Ren (Oude Rijn) je veja delte Rena v nizozemskih provincah Utrecht in Južna Holandija, ki se začne zahodno od Utrechta pri Harmelnu in teče preko mehanske črpalne postaje v Severno morje pri Katwijku. Njegova današnja dolžina je 52 kilometrov.
V starih časih je bila reka spodnji del glavne veje Rena, ki se je pri otoku Batavia, zdaj Betuwe, razcepila na severni krak Rena in južni krak Maas. Bila je veliko širša in nanjo je vplivalo morsko plimovanje. Med okupacijo Rimljanov je bila reka del severne meje Rimskega imperija. V srednjem veku je reka Lek postala glavna odtočna reka za Rensko vodo in Stari Ren je bil zamuljen. Reka je bila še vedno pomembna kot odvodna reka za okoliške nižine, in ter kot prometna in trgovska pot. Ladje so vlekli s konjsko in človeško silo po vlečni poti vzdolž velikih odsekov reke, katerih mnoge odseke so v zadnjih letih preuredili za (kolesarske) ceste.

## Opis
Mesto Utrecht je bilo ustanovljeno na prehodu blizu razcepa reke Kromme Rijn v Vecht na severu in Starega Rena na zahodu. Od prvotnega razcepa je danes malo ostalo in tako Vecht kot Ren se začneta pri mestnem jarku. Prvih nekaj kilometrov svojega toka je reka kanalizirana in znana kot Leidenski Ren (Leiden Rhine). Po železniškem mostu pri Harmelenu (občina Woerden ) postane Stari Ren. Nato teče proti zahodu skozi Woerden, kjer se najprej proti jugu odcepi reka Lange Linschoten, nato pa Stari Ren tvori del mestnih jarkov.
Za Woerdnom se reka Grecht odcepi proti severu in Stari Ren se nadaljuje skozi mesta Nieuwerbrug, Bodegraven in Zwammerdam. Tu se reka De Meije konča v Starem Renu. V Alphen aan den Rijn se reka Gouwe odcepi proti jugu in kanal Aar se konča v Starem Renu. Nato teče vzdolž Koudekerk aan den Rijn in Hazerswoude-Rijndijk (oba del občine Rijnwoude).
Po Zoeterwoude-Rijndijku in Leiderdorpu, kjer se konča kratka reka Does, Stari Ren teče skozi Leiden. Tu se začne kanal Ren-Schie (na jugu) in potok Zijl (na severu). Novi Ren (Nieuwe Rijn) je kratka veja, ki je skupaj s Starim Renom del Leidenskega sistema jarkov in obe veji se združita v središču mesta.
Potok Korte Vliet se izliva v Stari Ren in se nadaljuje skozi Valkenburg in Rijnsburg do Katwijka. Pri Katwijk aan den Rijn se Oegstgeesterkanaal združi s Starim Renom. Od tod se je reka zravnala v kanal (imenovan Uitwateringkanaal ) in se prek črpalne postaje izliva v Severno morje, kar preprečuje visoko plimovanje v notranjosti in zamuljenje rečnega ustja.

## Upravljanje z vodami in vodovod
Okoli leta 1000 n. št. se je reka zamuljila, kar je povzročilo poplave nižin. Kot preventivo so okoli leta 1100 n. št. zgradili jez z zapornicami v vasi Zwammerdam, gorvodno na meji z Utrechtom, območjem, ki mu je vladal nemški cesar Friderik Barbarossa. Nenehne težave pri upravljanju z vodami na širokih območjih vzdolž Starega Rena so bile razlog za sodelovanje civilistov z upravnimi odgovornostmi in ustanovitev tako imenovanega "Uprave za visoke vode" ali po nizozemsko Hoogheemraadschap, prve te vrste na Nizozemskem. Organizacijo je leta 1255 imenovala grofa Viljema II. Holandskega in Zeelandskega za osrednjega koordinatorja vseh vodovodov na tem območju, kasneje pa je dobila ime Hoogheemraadschap Porenja. Zgodnja dela so bila gradnja odvodnih kanalov okoli mesta Leiden. Od leta 1408 naprej, s prvimi v Zoeterwoudeju, so vzdolž Starega Rena postavljali črpalke na vetrni pogon, ki so črpale vodo iz nižin v reko.
Reka se je v srednjem veku zamuljila in se precej zmanjšala. Leta 1572 je vodna uprava blizu Severnega morja dala zgraditi kanal skozi sipine, da je voda Rena odtekala v morje, vendar se je zaradi vojnih razmer zamuljila. Leta 1807 je bil vzpostavljen velik vodni sistem z zapornicami, ki je omogočal odtekanje vode ob oseki. Leta 1880 je bila zgrajena mehanska črpalna postaja na parni pogon.

## Zgodovina

### Rimska doba
V rimskih časih je reka Stari Ren tvorila del severne meje rimskega imperija (Limes Germanicus). Na strateških lokacijah so Rimljani zgradili stražne stolpe ter mejne kastele in kastre, vključno z: Laurum (Worden), Nigrum Pullum ( Zwammerdam ), Albaniana ( Alfen aan den Rijn ), Matilo (Leiderdorp), Praetorium Agrippinae ( Valkenburg ), in Lugdunum Batavorum (Katwijk). Veliko takrat nenaseljenih lokacij se je razvilo v mesta in vasi.
V Valkenburgu je bila na pločniku označena postavitev rimskega kastela. V Woerdnu in Zwammerdamu so izkopali rimske ladje.

## Galerija slik
- Satelitski posnetek regije Utrecht, ki prikazuje tok Leidenskega Rena-Stari Ren (d).
- Hiše na Starem Renu blizu Alphen na Renu
- Stari Ren, Katwijk, pol kilometra pred koncem: (Črpališče za črpanje vode v morje, ki preprečuje visoko gladino vode v notranjosti.)